# Allorhogas ardisia
Allorhogas ardisia är en stekelart som beskrevs av Marsh 2002. Allorhogas ardisia ingår i släktet Allorhogas och familjen bracksteklar. Inga underarter finns listade i Catalogue of Life.